# Poškození rostlin zhutnělou půdou

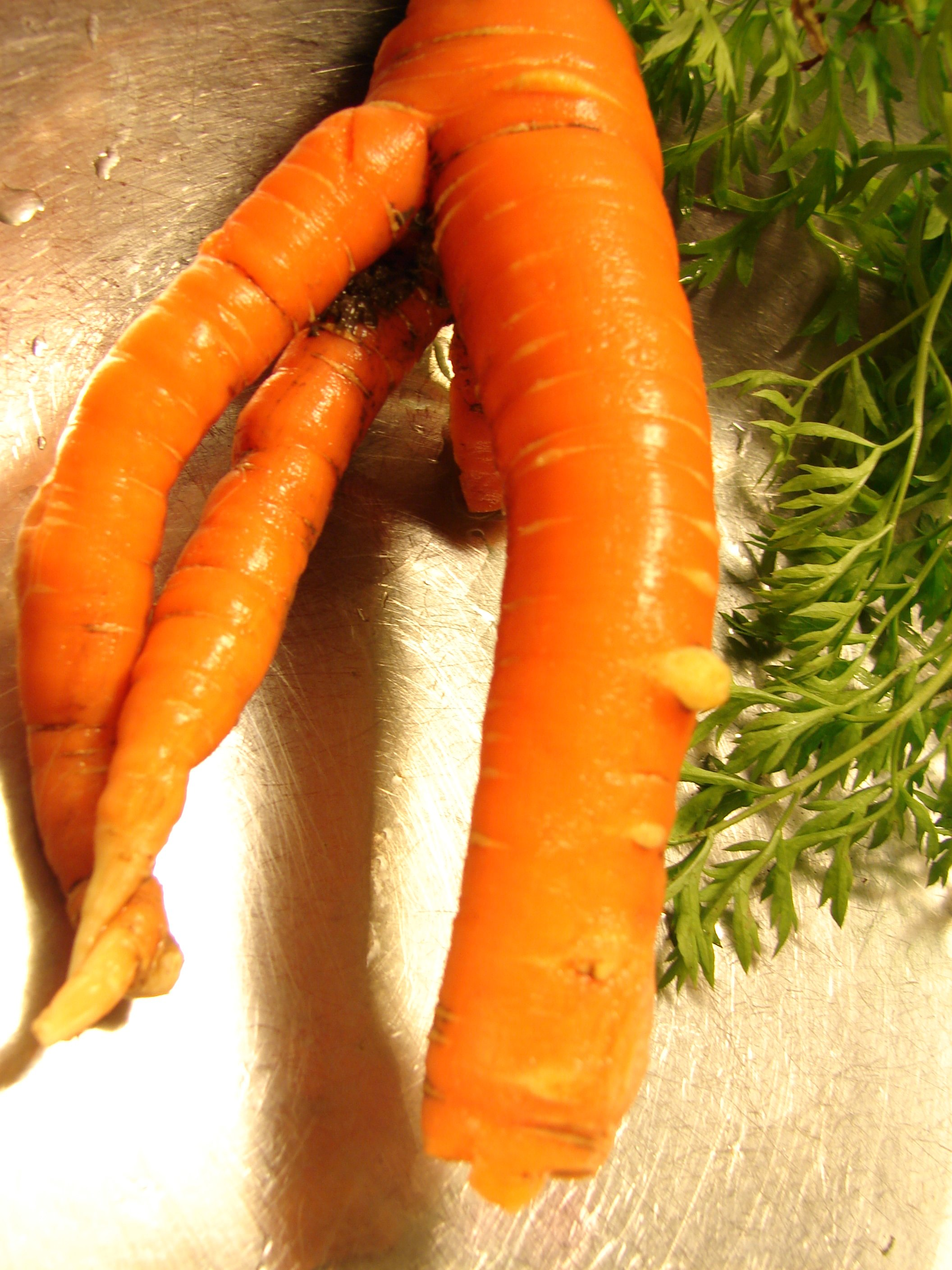
Mrcasatost kořene karotky.

Poškození rostlin zhutnělou půdou je fyziologické poškození rostlin způsobené působením nevhodné struktury půdy na rostlinu. Citlivost rostlin k zhutnělé půdě se může výrazně lišit, ale od jisté míry je zhutnění půdy negativním faktorem pro všechny druhy rostlin. Zhutněním půdy je ohroženo cca 45% zemědělského půdního fondu v ČR a aktuálně je již poškozeno cca 10% zemědělského půdního fondu.

## Okolnosti
Vlivem utužení půdy způsobeného přirozeně nebo lidskými vlivy dochází k snížení obsahu půdního vzduchu, poškození struktury půdy a zvýšení hydraulické vodivosti půdy. V zemědělství často jde o vliv působení zemědělské techniky, na nezemědělských půdách obvykle o vliv stavební techniky. Deformace kořenového systému podobné vlivu zhutnění půdy lze pozorovat při pěstování rostlin v omezených nádobách, kontejnerech. Zhutnělá vrstva půdy se v zemědělství obvykle nachází v hlubším podorničí.
Vlivem povětrnostních podmínek nebo závlahy se vytváří půdní škraloup, který je vrstvičkou zhutnělé půdy. Omezuje klíčení semen a výměnu půdních plynů.
Vlivem rychlého klíčení může vznikat utužená půda v okolí semen bobovitých. Tato utužená půda vytváří takzvané skořápky a způsobuje významné omezení vzcházení a životaschopnosti. 

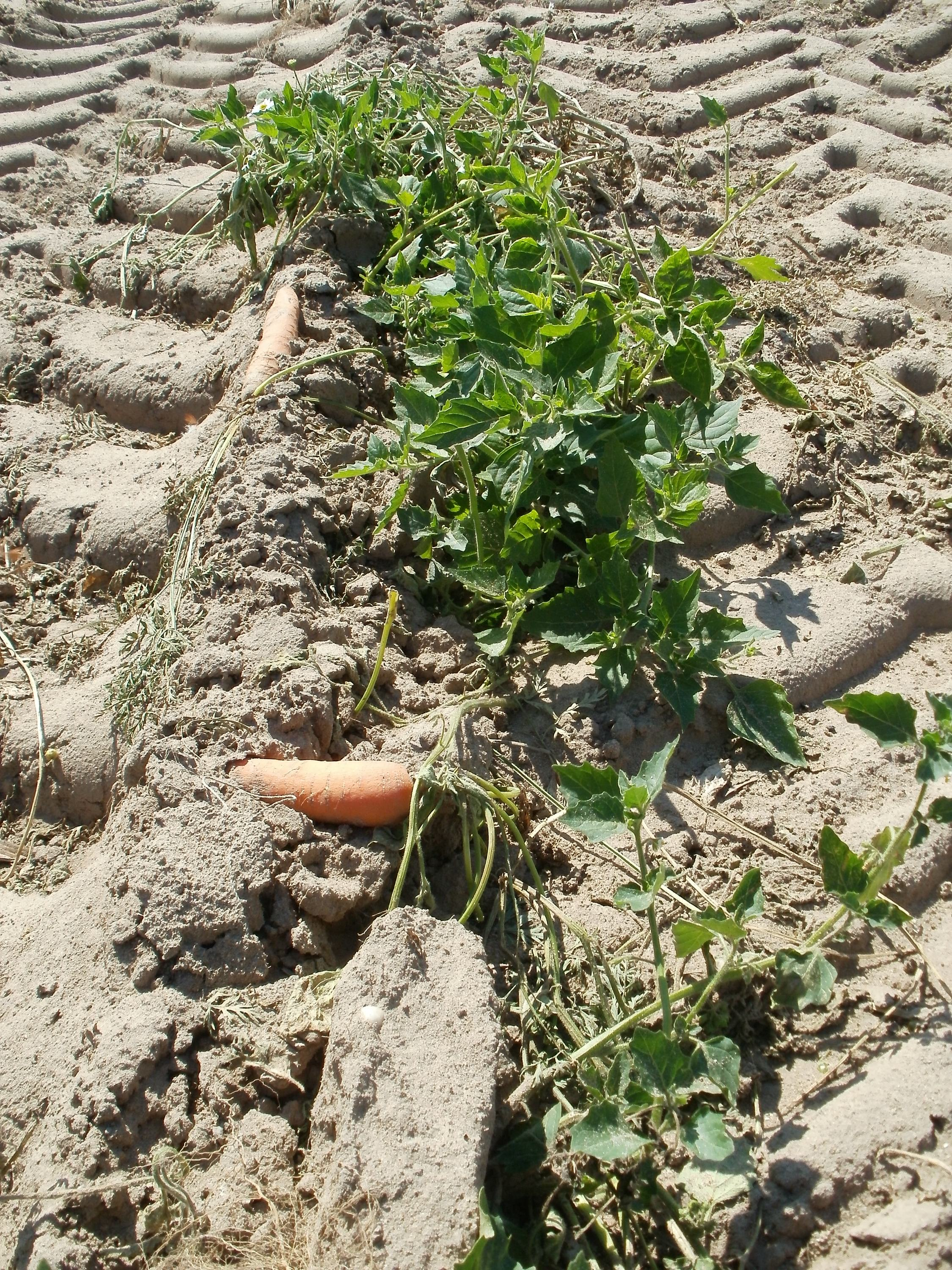
Utužení půdy způsobené technikou.

## Symptomy
Tvorba mrcasatého kořene u zelenin - dochází k ohnutí hlavního kořene nebo podpoření růstu vedlejších kořenů.
U okrasných rostlin vysazených v zhutnělé půdě dochází ke stagnaci růstu, je zřejmý nedostatek živin, zvýšení vlivu sucha nebo zamokření, bezdůvodné vadnutí a usychání. Zcela zjevné je z kořenového balu po vykopání rostliny. Nedochází k prokořenění do okolní půdy a může dojít k poškození a úhynu rostliny. Častější je zhutnění půdy na nově vytvořených zahradách v okolí staveb, zejména na bývalém stavebním dvoře. Může být ovšem také způsobeno nadměrným udusáním terénu po výsadbě v rámci výsadby nebo jiných prací.